# System Center Data Protection Manager
System Center Data Protection Manager (SCDPM) ist ein Softwareprodukt von Microsoft, das eine nahezu kontinuierliche Datensicherung und Datenwiederherstellung in einer Microsoft-Windows-Umgebung ermöglicht.
Es gehört zur Microsoft-System-Center-Produktfamilie und ist Microsofts erster Einstieg in die kontinuierliche Datensicherung und Datenwiederherstellung. Hierbei verwendet es die Shadow-Copy-Technologie für kontinuierliche Backups.
Data Protection Manager bietet eine zentralisierte Sicherung von Zweigstellen und innerhalb des Rechenzentrums, indem geänderte Dateien nahezu kontinuierlich auf Byte-Ebene auf ein sekundäres Speichermedium gesichert werden, die dann wiederum auf Band gesichert werden. Dies ermöglicht eine schnelle und zuverlässige Wiederherstellung von einem leicht zugänglichen Speichermedium wie etwa einer Festplatte, anstatt darauf zu warten, Bänder zu lokalisieren und zu montieren.
Data Protection Manager 2006 wurde am 27. September 2005 bei Storage Decisions in New York veröffentlicht.
Die aktuelle Version, System Center Data Protection Manager (SCDPM) 2019, unterstützt die Sicherung von Windows-Dateiservern, Exchange Server, Microsoft SQL Server, SharePoint und Microsoft Virtual Server. Darüber hinaus ermöglicht SCDPM eine sogenannte Bare-Metal-Wiederherstellung.